# Белый балет
Белый балет (фр. ballet blanc) — театральная постановка, в которой балерина и женский кордебалет одеты в лёгкие полупрозрачные белые платья или пачки, которые значительно облегчают движения танцовщиц на сцене и позволяют более отчётливо выявить грацию и красоту работы ног. Типичные для романтического стиля балета XIX века, белые балеты обычно населены призраками, дриадами, наядами, заколдованными девами, феями и другими сверхъестественными существами и духами.

## История
Предшественником жанра был «Балет монахинь», эпизод в третьем акте оперы Джакомо Мейербера «Роберт Дьявол». Призраки уединенных монахинь, которые при жизни нарушили свои обеты, вызываются из могил, чтобы соблазнить героя Роберта танцами, азартными играми, выпивкой и занятиями любовью. В балете поставленном Филиппо Тальони, и впервые представленном в Париже в ноябре 1831 года, его дочь Мария Тальони в облегченном укороченном белом платье исполнила роль Елены, настоятельницы разрушенного монастыря Святой Розалии. 
В следующем, 1832 году, Мария Тальони появилась в главной роли в балете «Сильфида», рассказе о лесной нимфе (сильфиде), которая искушает шотландского фермера Джеймса бросить свою сельскую возлюбленную и последовать за ней в лес в погоне за неземной красотой. Лёгкое белое платье на танцовщице было необычным для практики балета того времени, но создавало необходимый эффект сказочности и эфемерности происходившего на сцене. Публика благожелательно восприняла новшество. Историки танца считают эту работу первым полноценным белым балетом, который положил начало романтическому движению в хореографии. 
Название жанра происходит от белого платья, разработанного Эженом Лами для Марии Тальони, который позже стал признанным одеянием для танцовщиц академической школы. Юбка романтической пачки имеет длину до середины икры или до щиколотки. Несмотря на введение романтических элементов в виде потусторонних духов, танец в «Сильфиде» был чисто классической школы. 
Призраки, тени, духи и другие мифологические существа доминировали на балетных сценах в течение десятилетий после «Сильфиды». Известные белые балеты были поставлены во 2-м акте «Жизели» (1842), во 2-м и 4-м актах «Лебединого озера» (1877/1895), в 3-м акте «Баядерки» (1877) и в 1-м акте «Щелкунчика» (1892).
В современных постановках танцоры в сценах на берегу озера в «Лебедином озере» и в сцене «Царства теней» в «Баядерке» иногда носят короткие классические пачки, а не традиционные балетные платья до икр или лодыжек, но визуальный ошеломляющий эффект белого балета не уменьшается. В 1908 году Михаил Фокин возродил этот жанр в балете на музыку Фредерика Шопена, который он назвал «Шопениана». В 1909 году балет был представлен в Париже Сергеем Дягилевым и получил более романтическое название «Сильфиды» .  Он оставался популярным спектаклем балетного репертуара на протяжении XX века и идёт на сцене в XXI столетии.

## Колористическая особенность
В процессе создания белых балетов выявилась особенность белого одеяния танцовщиков менять цвет при использовании цветных фильтров прожекторов, чей свет направлен на сцену. Это очень обогатило колористическое богатство балета и значительно расширило возможности художника-сценографа и балетмейстера в эстетическом оформлении спектакля и его драматургии. Так, например, если по сюжету «днем» на сцене зритель видит героев в белых одеяниях, то с наступлением «ночи» те же одежды (в свете прожекторов с цветными фильтрами) становятся эфемерно голубыми.